# St. Jakob (Augsburg)

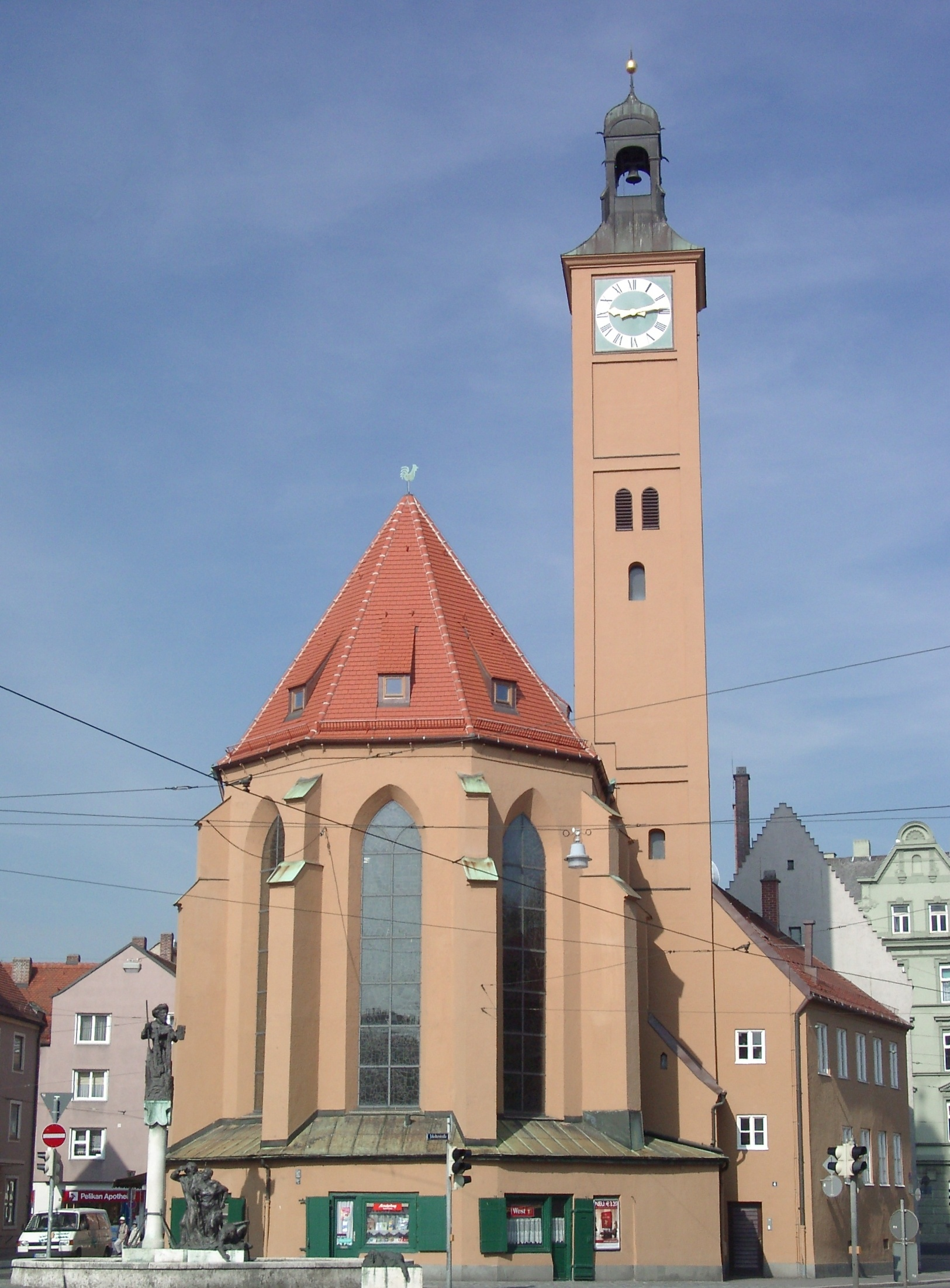
St. Jakob, Ansicht von Osten

Die Kirche St. Jakob in Augsburg, auch Jakobskirche genannt, ist eine evangelische Kirche in Augsburg. Sie ist ein Baudenkmal im Stadtbezirk Augsburg-Jakobervorstadt-Nord und der historische Mittelpunkt der Augsburger Jakobervorstadt. Die Kirche ist eine wichtige Station auf dem Augsburger Jakobsweg, dem Jakobus-Pilgerweg in Bayerisch Schwaben. Die Jakobuspilgergemeinschaft Augsburg pflegt die Beschilderung des Jakobswegs von Oettingen über Augsburg nach Lindau.

## Geschichte

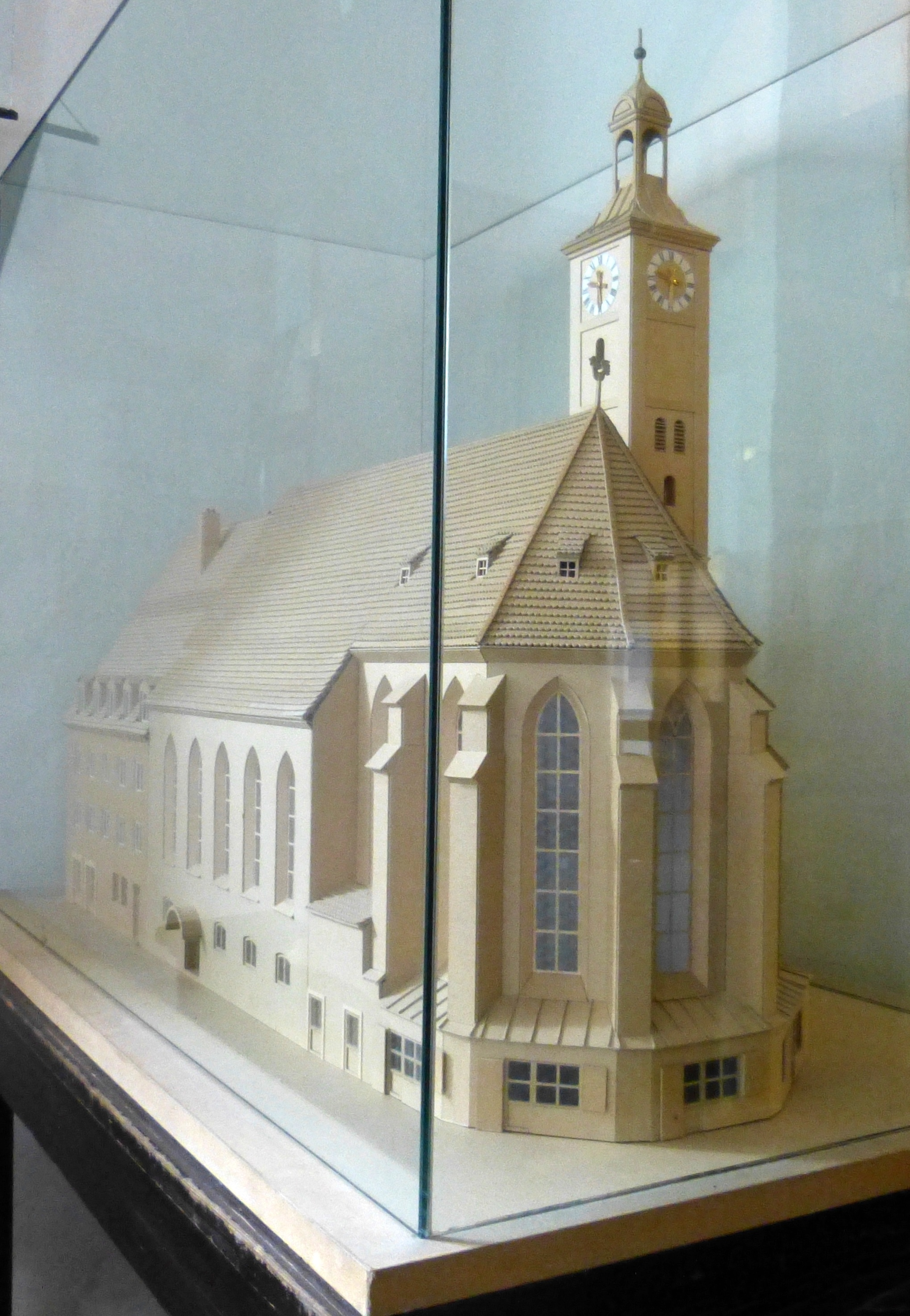
Kirchenmodell

### Vorgeschichte und Mittelalter
Bei Notgrabungen von 1987 stießen Archäologen im Kirchenboden auf Spuren mehrerer Vorgängerbauten. Möglicherweise wie der Pastor Johann Martin Christel in seiner 1733 entstanden Biografie berichtet, gehen die Anfänge der Kirche auf das 6. Jahrhundert zurück. Die hölzerne Jakobskapelle als Station der Pilger nach Santiago de Compostela befand sich damals noch vor den Toren der Stadt. 1080 brannte sie bei der Belagerung von Augsburg durch den Grafen Hermann von Salm nieder. Bei diesem Ereignis wurde die Kirche erstmals erwähnt. Im 12. Jahrhundert erfolgte ein Neubau.
Ulrich Ilsung veranlasste 1355 (oder 1348) an der Stelle des heutigen Kirchenchors den Bau einer dritten Kirche aus Stein. St. Jakob bildete das Zentrum der neuen Vorstadt. Um die Kirche herum hatten sich Handwerker angesiedelt. Sie gab auch der Jakoberstraße, dem Jakobsplatz, dem Jakobertor, der Jakobermauer, dem Jakoberwall und vielen weiteren Bauten und Institutionen in der Jakobervorstadt ihren Namen. Auch das älteste Augsburger Volksfest, die Jakober Kirchweih, hat hier seinen Ursprung. Mit der Kirche verbunden war ein Pilgerhaus („Jakobspfründe“ von Bernhard Zwitzel), das nach der Reformation in die Konventgebäude des aufgelassenen Barfüßer-Klosters verlegt wurde. 1352 war die Kirche Sitz einer Bruderschaft mit Namen „die Jacober“. Durch Spenden der Augsburger Patrizier Ulrich Ilsung d. Ä. und Jakob Haustetters erfuhr die Kirche von 1356 bis 1360 eine Verschönerung. Ein neuer Turm wurde 1364 errichtet.

### Reformation bis zur Gegenwart
St. Jakob öffnete sich 1521 der Reformation und wurde 1525 die erste evangelische Kirche Augsburgs. (Nach einer anderen Quelle war die erste evangelische Kirche in Augsburg die Barfüßerkirche). Bis 1632 war sie Filialkirche der Barfüßerkirche. 1649 wurde die Kirche endgültig lutherisch. In der Kirche predigten unter anderem Gottlieb Spizel (1639–1691), einer der Väter des Pietismus, der Dekan August Bomhard (1787–1866), ein bedeutender Verfechter der Erlanger Theologie, und der philosophisch-theosophisch beeinflusste Liederdichter Heinrich Puchta (1808–1858). 1533 wurde der Turm umgebaut und 1649 mit einer Laterne versehen. 1636 erhielt die Kirche eine neue Orgel. Im 18. Jahrhundert wurde das Langhaus zum Saalbau umgebaut und erfuhr im Inneren eine Barockisierung. 1720 erfolgte die Freilegung des gotischen Chorfresko. Anfang des 19. Jahrhunderts wurde die Kirche geschlossen und diente zeitweise als Scheune. Seit 1827 wurden in ihr wieder Gottesdienste abgehalten. 1840 war sie wieder evangelisch-lutherischen Pfarrkirche.
Bei den Luftangriffen auf Augsburg in der Nacht vom 25. auf den 26. Februar 1944 wurde die Kirche zerstört. Auch die komplette Inneneinrichtung ging in den Flammen verloren und die letzte verbliebene Glocke aus dem Jahr 1534 zersprang beim Absturz aus dem Turm. Nur der Ostchor, der Turm und die Umfassungsmauern blieben erhalten.
Der Wiederaufbau der Kirche begann im Jahr 1947. Bereits zum 1. Advent 1949 konnte das Gotteshaus wieder eingeschränkt genutzt werden. Vier Jahre später war auch der Turm rekonstruiert, und im Dezember 1957 kehrte die Orgel zurück. Die baulichen Maßnahmen zogen sich in Teilen bis 1963 hin. Im Jahr 1975 wurde die historische Turmhaube restauriert. Im Rahmen der umfassenden Generalsanierung von 1988 erhielt der Chor eine markante Quadermalerei in Rot.

## Ausstattung

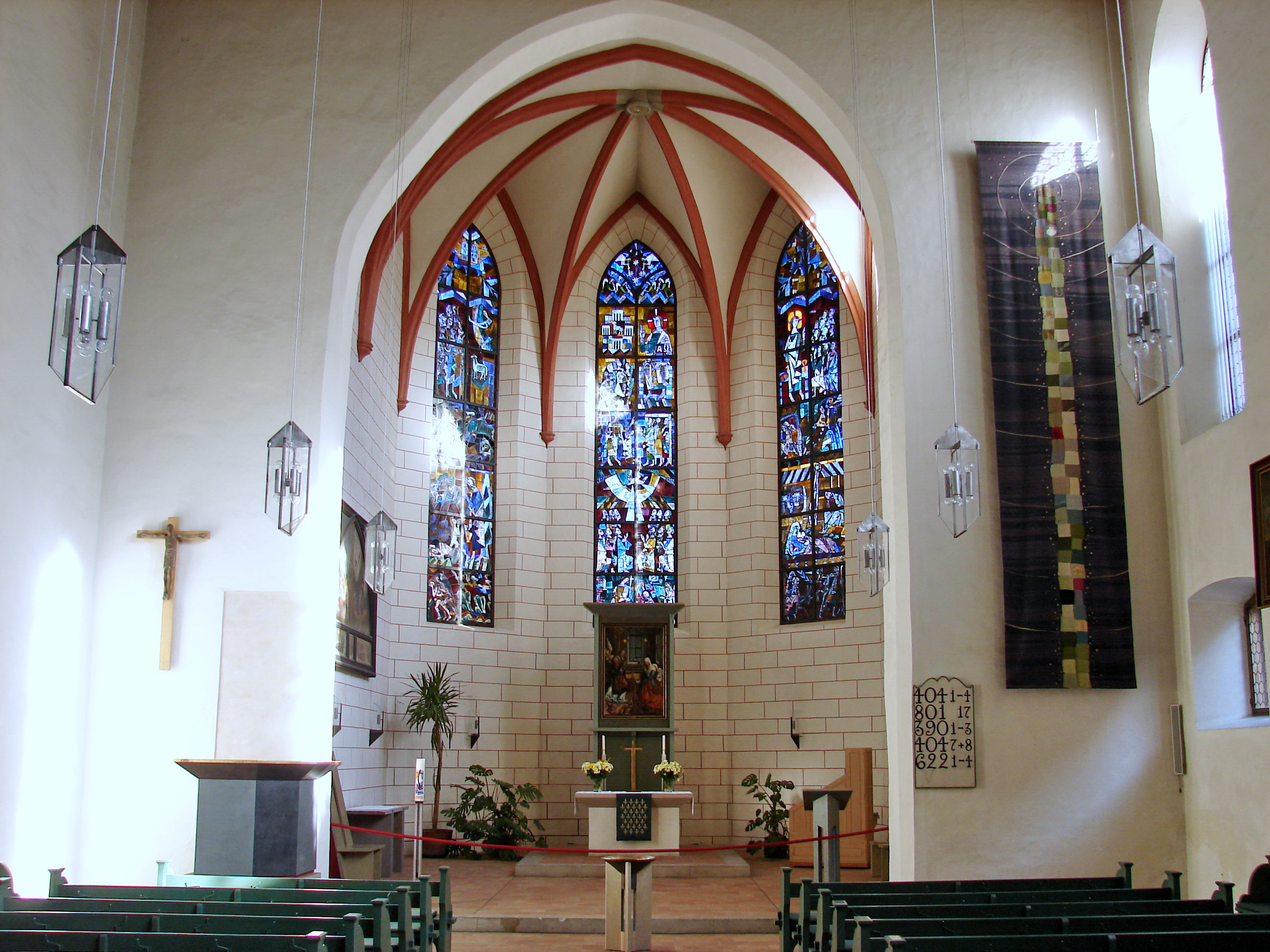
Innenraum

Von der ursprünglichen Ausstattung ist nur noch das Altarbild Ankündigung der Geburt Christi aus der Zeit um 1525 erhalten. Die Empore, Kanzel und drei bunte Glasfenster im Chor wurden 1973 eingebaut. Ein 80 Zentimeter hohes Altarkreuz von Clemens Brocker wurde 1990 aufgestellt. Die Jakobsfahne „Pilgerweg – Lebensweg“ schuf die Künstlerin Andrea Dresely. Die Ausstattungsstücke sind teilweise Leihgaben aus der Kirche St. Anna. Das heute nicht mehr erhaltene gotische Freskobild Marientod im Chor neben dem Eingang zur Sakristei zierte das Wappen der Patrizierfamilie Welser, das Lukas Welser und dessen Ehefrau Johanna Lauginger 1469 stifteten. Im Zweiten Weltkrieg wurde es zerstört. Ebenso ging der frühbarocke Hochaltar mit dem Altarbild Letztes Abendmahl von 1650, sowie die mit Bildern versehenen Emporenbrüstungen verloren.   

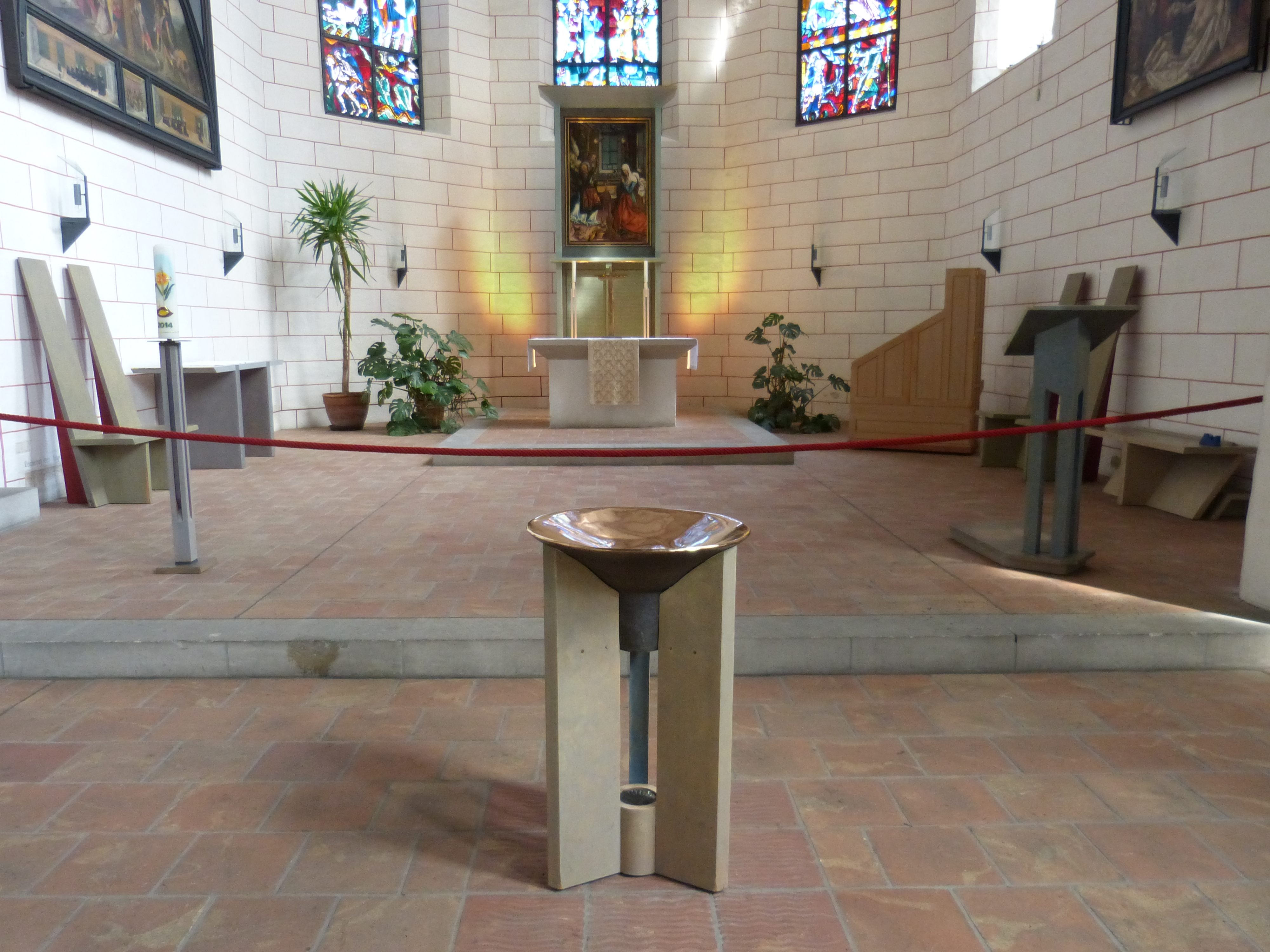
Taufbecken
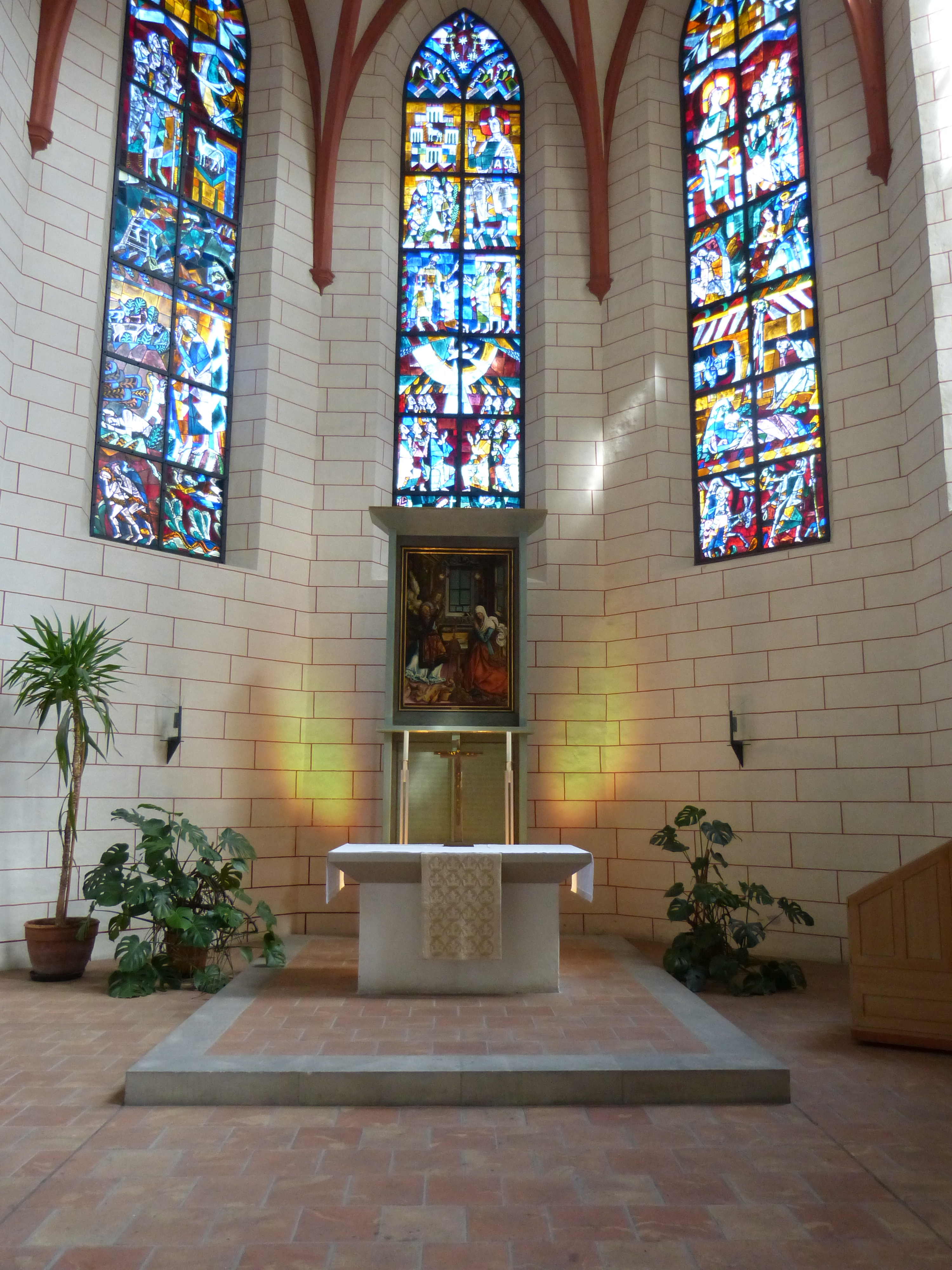
Altar
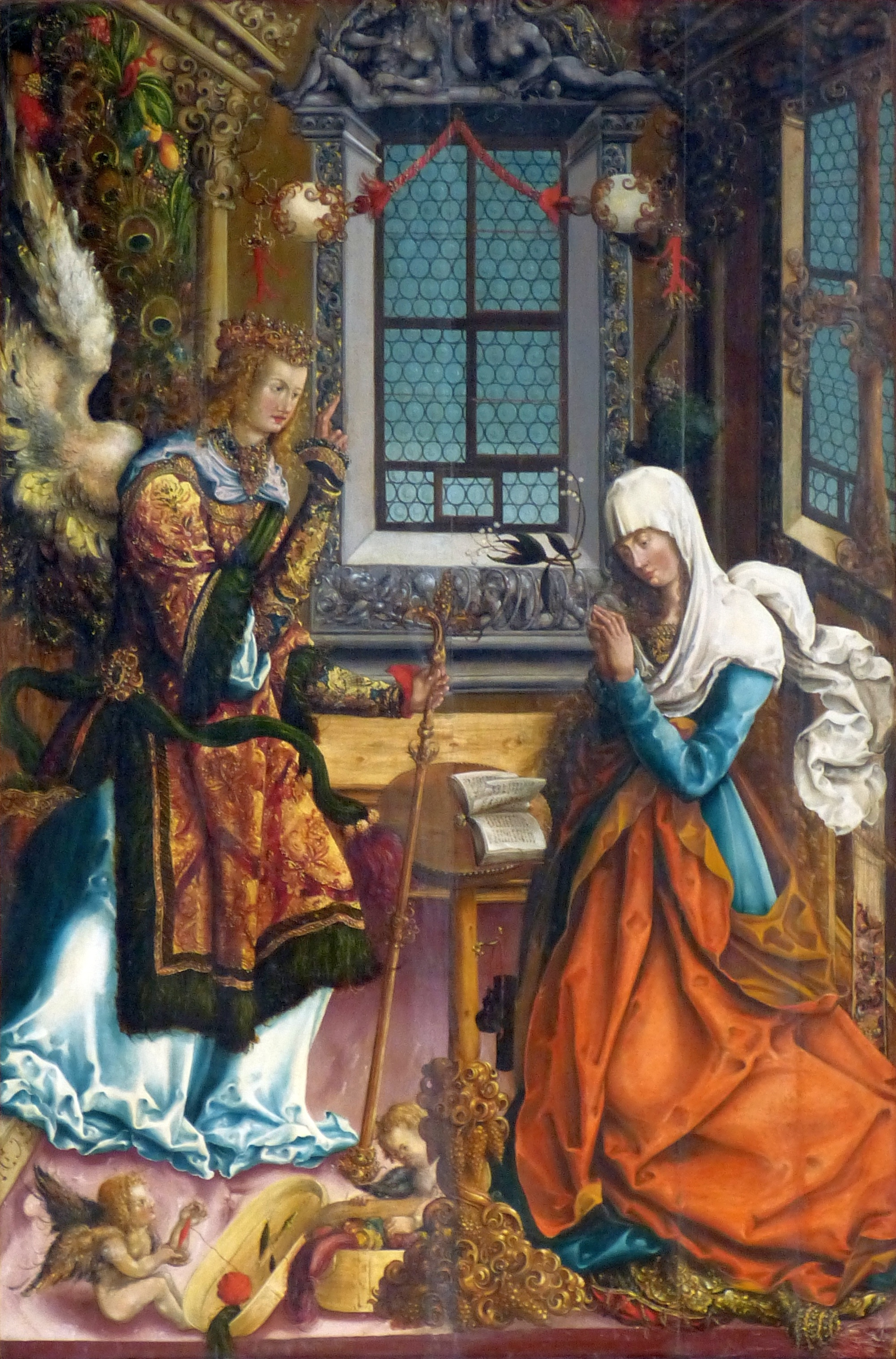
Altarbild, Verkündigungsszene aus dem 16. Jahrhundert
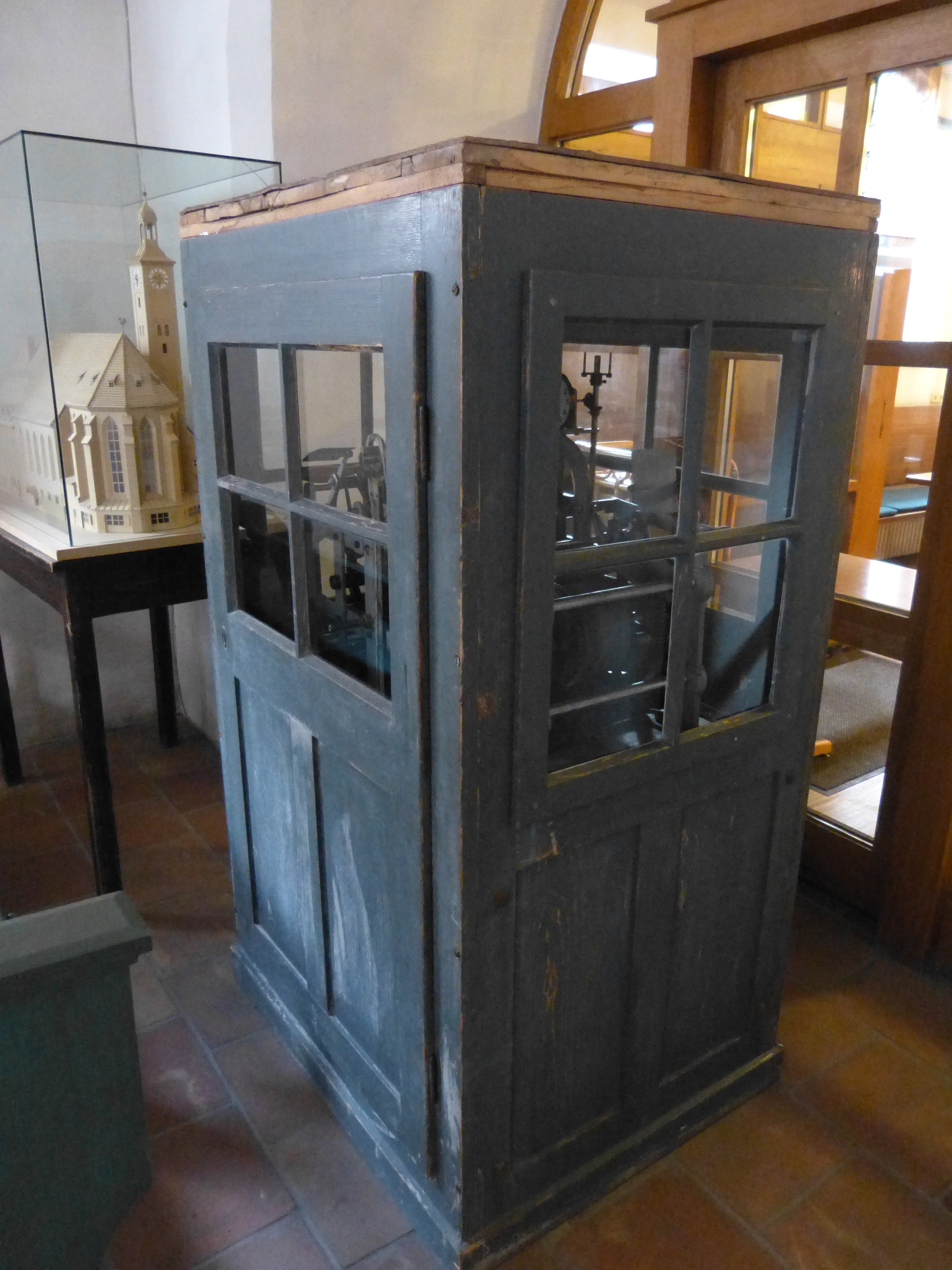
Altes Uhrwerk

## Geläut
Die Kirche verfügt mit ihren insgesamt fünf Glocken über das größte Geläut aller historischen evangelischen Innenstadtkirchen Augsburgs:
| Nr. | Masse (kg, ca.) | Gussjahr | Inschrift                                        |
| 1   | 831 kg          | 1953     | Meine Seele erhebe den Herrn                     |
| 2   | 640 kg          | 1534     | O REX GLORIAE CHRISTE VENI CUM PACE              |
| 3   | 360 kg          | 1953     | O Land, Land, Land, höre des Herren Wort         |
| 4   | 170 kg          | 1953     | Verleih und Frieden gnädiglich                   |
| 5   | 98 kg           | 1975     | Ich will singen von der Gnade des Herrn ewiglich |

## Umgebung

### Jakobsbrunnen
1994 wurde östlich der Kirche der Jakobsbrunnen aufgestellt. Er ist ein Werk des Bildhauers Bernd Altenstein, das den Heiligen Sankt Jakob auf einer Säule stehend und zu seinen Füßen eine Gruppe von drei erschöpften Pilgern darstellt. Etwas abseits, außerhalb des Brunnenbeckens, liegt noch ein Hund.

### Ehemaliges Pfründehaus, Sakristei und Mesnerhaus
An die Nordseite der Kirche sind zwei Gebäude direkt angebaut: das ehemalige Pfründehaus (Adresse: Bei der Jakobskirche 2 1/2), ein viergeschossiger Traufseitbau mit Satteldach und Stufengiebeln aus dem 16. Jahrhundert, sowie die Sakristei und das Mesnerhaus (Adresse wie die Kirche: Bei der Jakobskirche 4), ein zweigeschossiger Pultdachbau aus dem Jahr 1798–99. Beide Anbauten stehen ebenfalls unter Denkmalschutz.

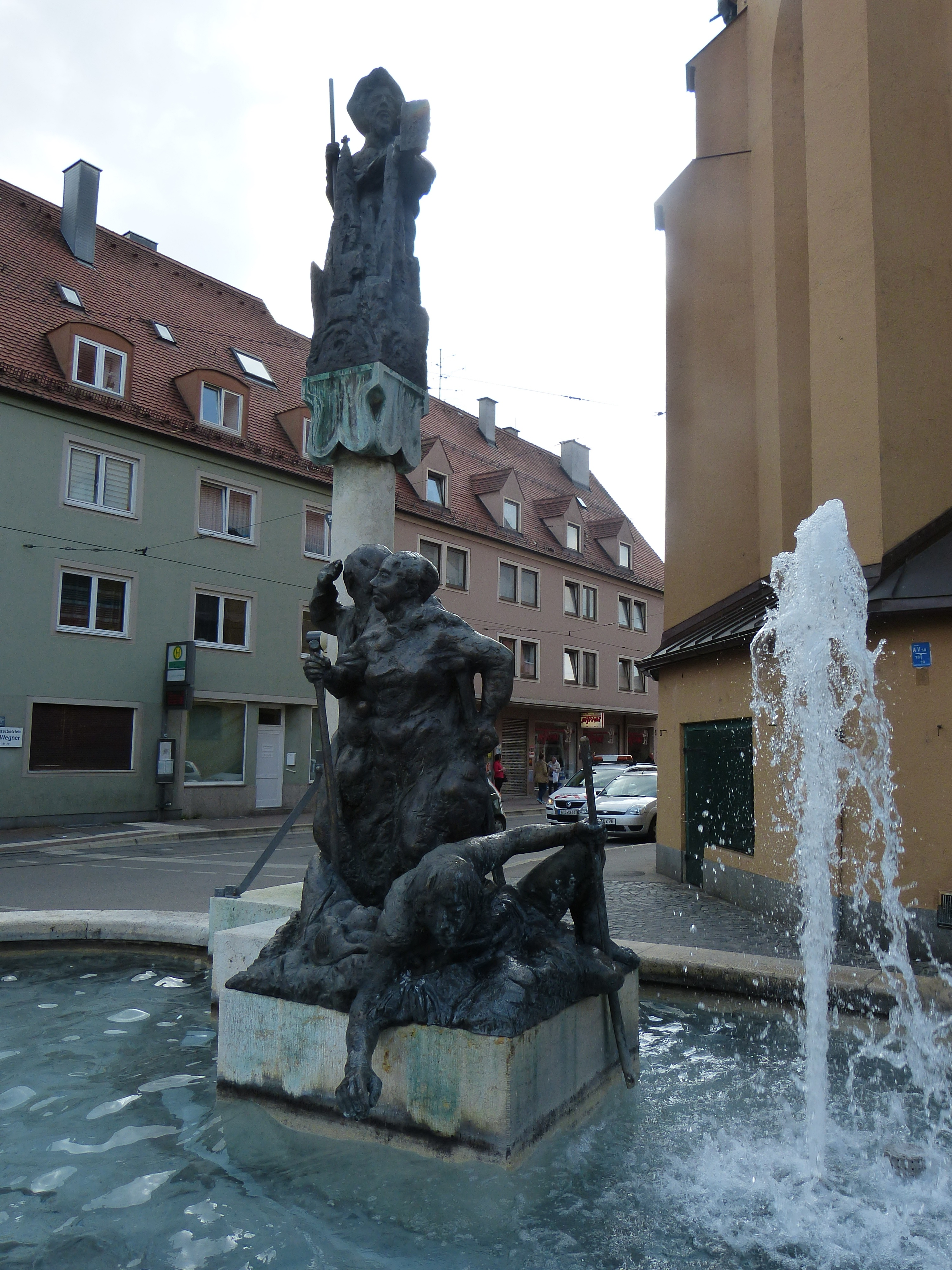
Jakobsbrunnen
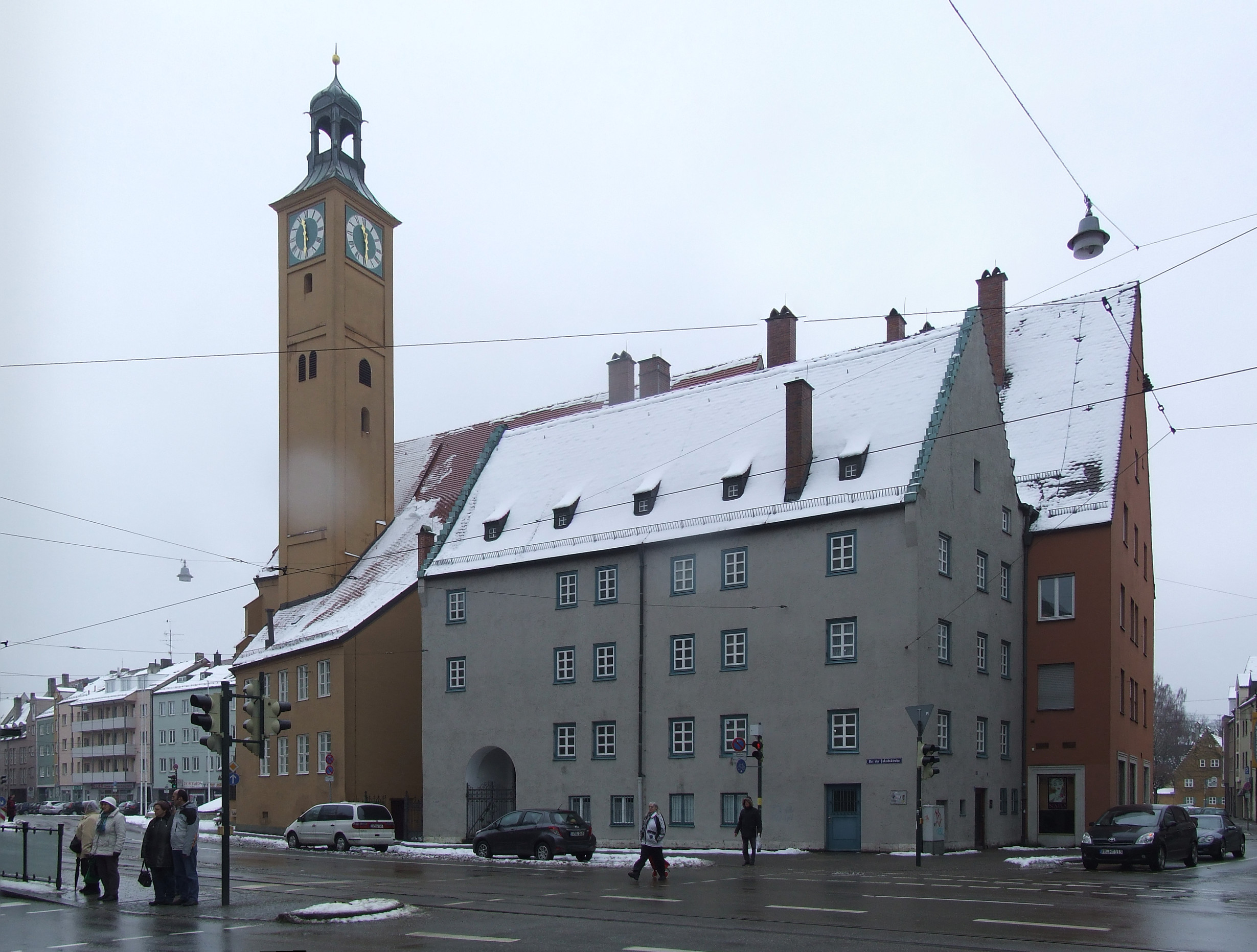
Ehemaliges Pfründehaus
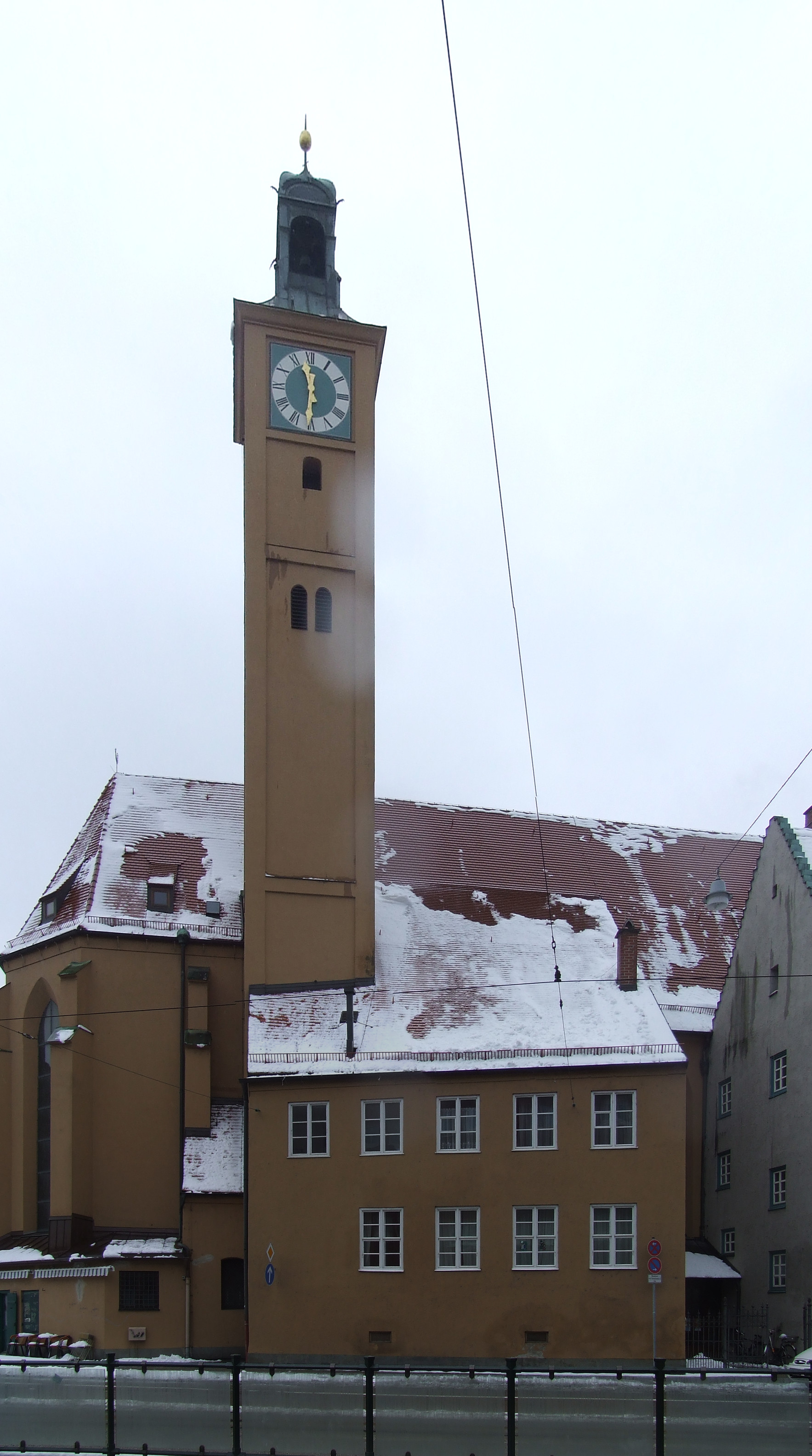
Sakristei und Mesnerhaus